# Enyalioides binzayedi
Enyalioides binzayedi là một loài thằn lằn trong họ Hoplocercidae. Loài này được Venegas, Torres-Carvajal, Duran & De Queiroz mô tả khoa học đầu tiên năm 2013.

## Hình ảnh

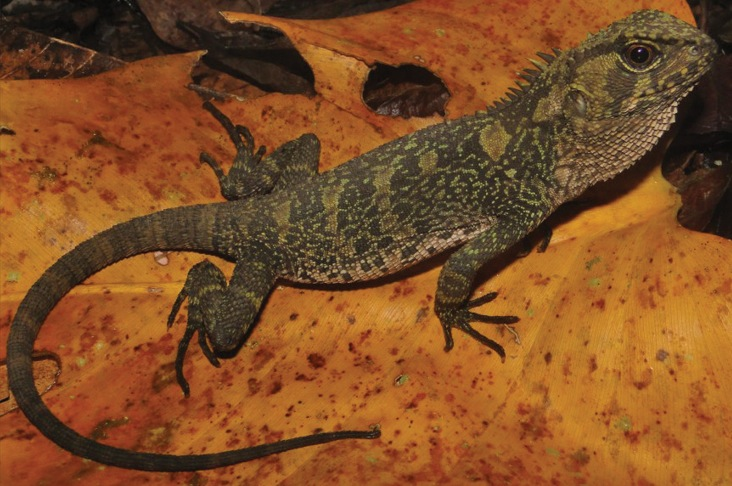
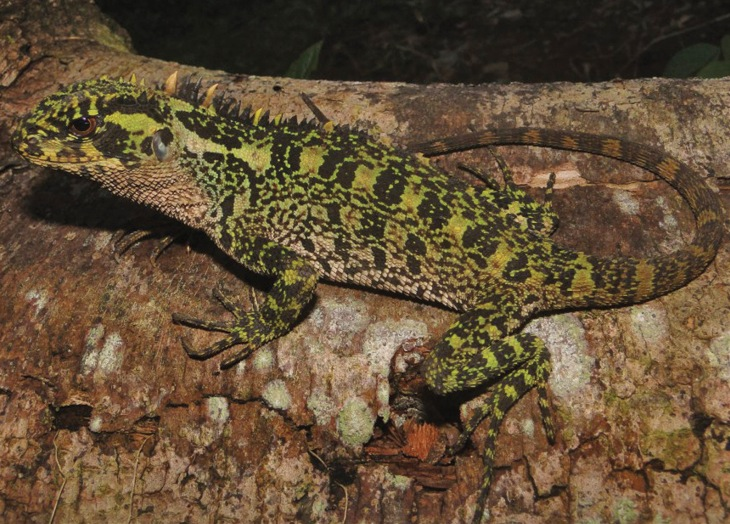
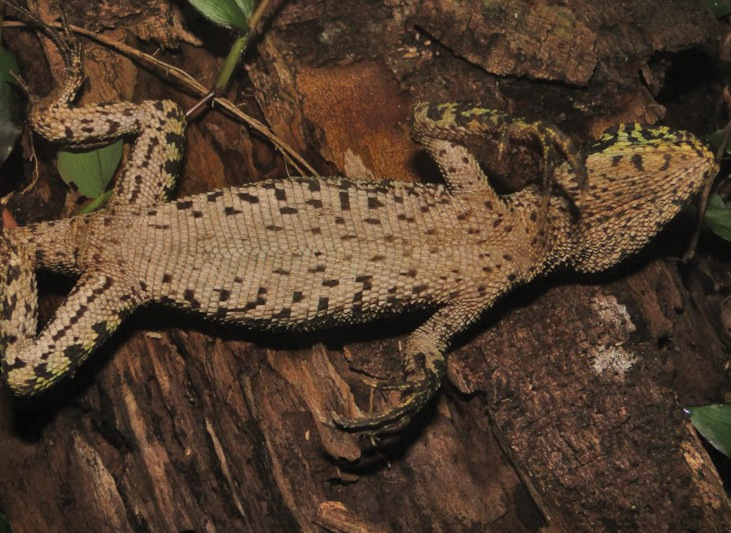
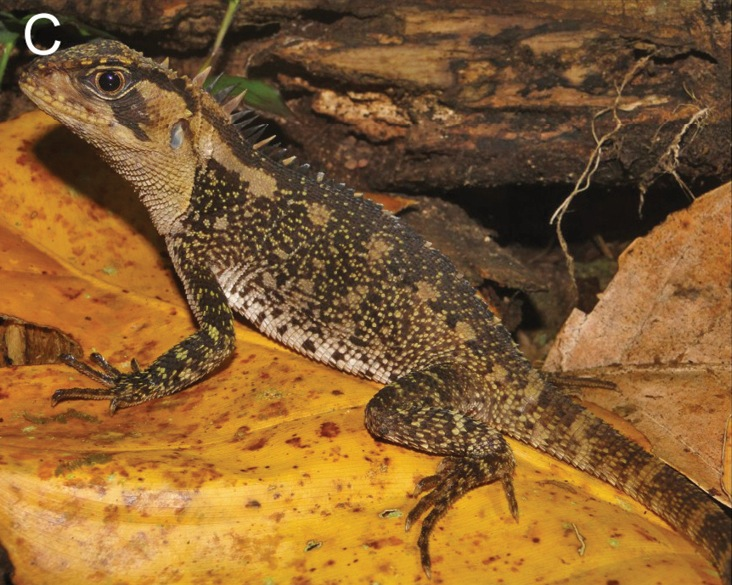